# (21660) Velenia
(21660) Velenia est un astéroïde de la ceinture principale.

## Description
(21660) Velenia est un astéroïde de la ceinture principale. Il fut découvert le 20 août 1999 à l'Observatoire d'Ondřejov par Petr Pravec. Il présente une orbite caractérisée par un demi-grand axe de 2,73 UA, une excentricité de 0,04 et une inclinaison de 4,8° par rapport à l'écliptique.

## Compléments